# Plectogaster pectinicornis
Plectogaster pectinicornis là một loài bọ cánh cứng trong họ Cerambycidae.